# Pseudoplon rasile
Pseudoplon rasile är en skalbaggsart som beskrevs av Dilma Solange Napp och Martins 1985. Pseudoplon rasile ingår i släktet Pseudoplon och familjen långhorningar. Inga underarter finns listade i Catalogue of Life.